# Dwight Bell

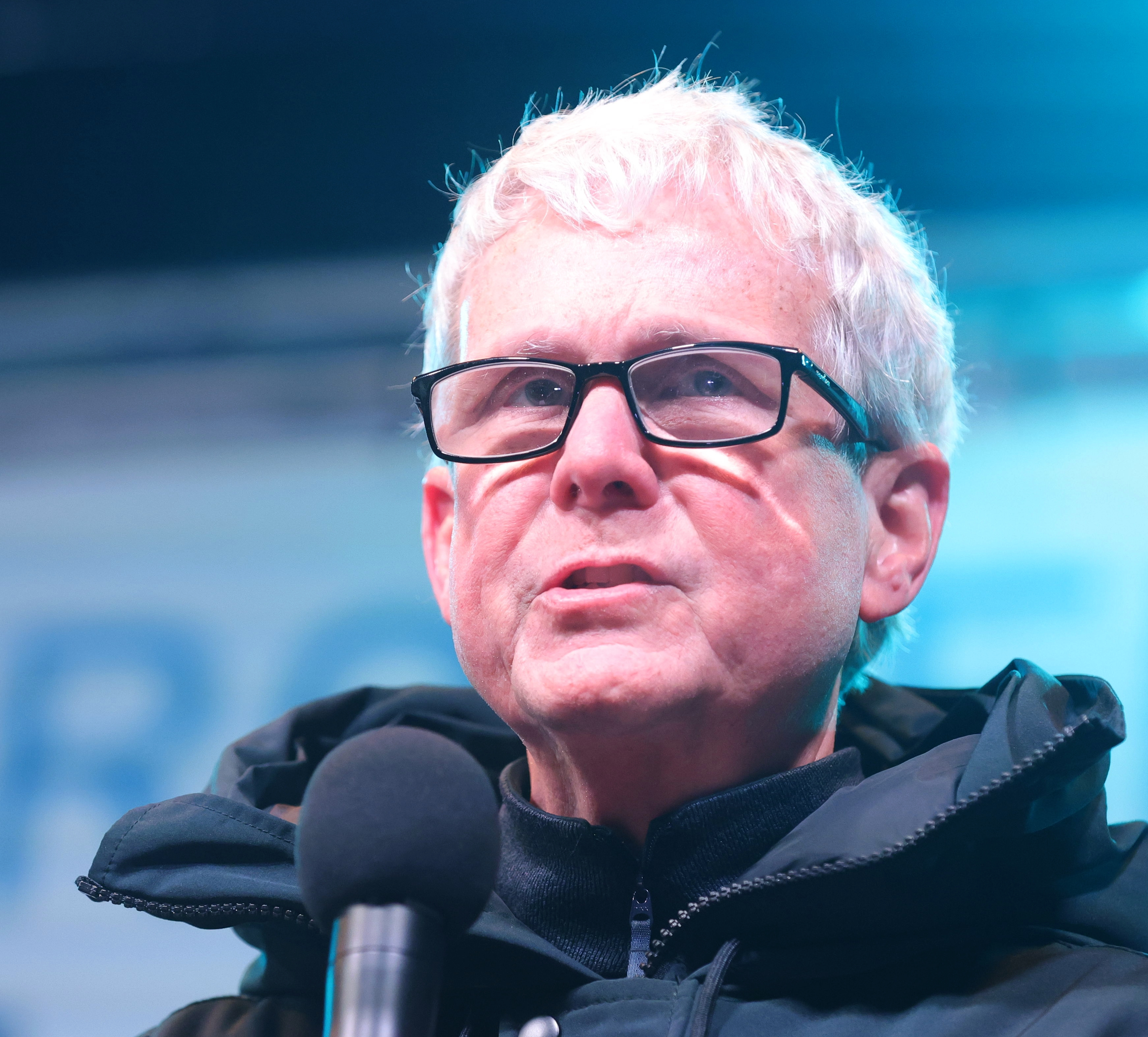
Dwight Bell (2024)

J. Dwight Bell ist ein US-amerikanischer ehemaliger Rennrodler und gegenwärtiger Sportfunktionär sowie Immobilienunternehmer. Seit 2020 ist er Generalsekretär der Fédération Internationale de Luge.

## Leben
Bell war von 1977 bis 1984 als Rennrodler für den US-amerikanischen Rennrodelverband USA Luge aktiv. Von 1989 bis 1998, 2006 bis 2010 und 2014 bis 2018 war er Präsident dieses Verbandes.
1989 wurde er Mitglied des Verwaltungsrates des United States Olympic Committee (USOC). Diesen Posten übte er bis 2004 aus. Für das Nationale Olympische Komitee fungierte er bei den Olympischen Winterspielen 1998 in Nagano als stellvertretender Chef de Mission sowie 2002 in Salt Lake City als Chef de Mission. Für die Olympischen Winterspiele 2002 war er zudem Mitglied des Kuratoriums, des Direktoriums und des Finanzausschusses des Organisationskomitees. Zudem war Bell Mitglied des Exekutivkomitees des United States Olympic Committee, Vorsitzender des Olympischen Wintersport Councils der Vereinigten Staaten, stellvertretender Vorsitzender des National Governing Body Council sowie zweiter Vorsitzender des USOC-Komitees für internationale Beziehungen. Für das Internationale Olympische Komitee fungierte er als Mitglied der Evaluierungskommissionen für die Winterspiele Sotschi 2014, Pyeongchang 2018 und Peking 2022.

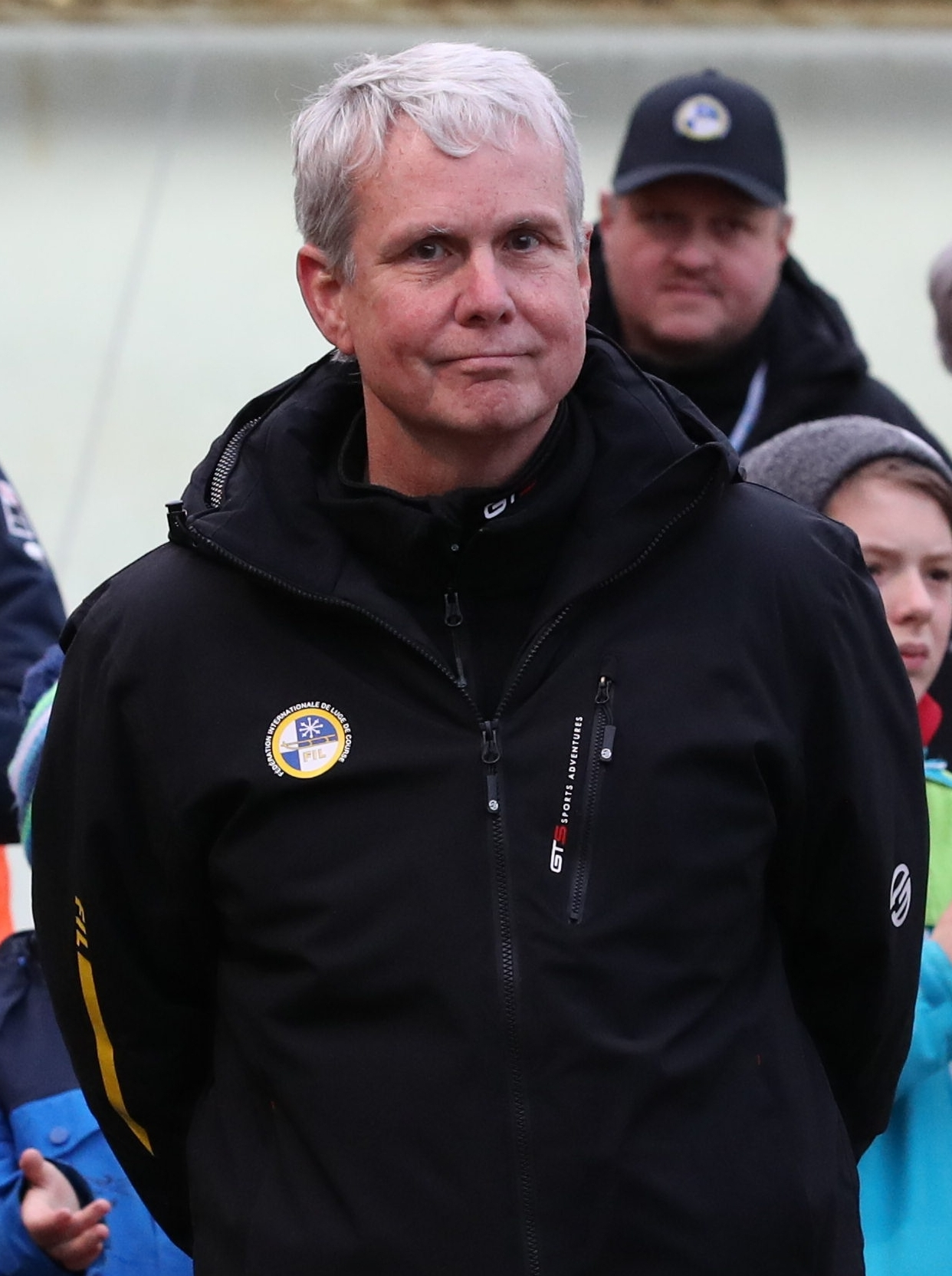
Dwight Bell in seiner Funktion als Exekutivmitglied der FIL (2019)

Beim internationalen Rennrodelverband Fédération Internationale de Luge de Course war er ab 1989 als Repräsentant der Vereinigten Staaten tätig. 2002 kandidierte er beim 50. Kongress des Rennrodel-Weltverbands gegen Josef Fendt für den Posten des Präsidenten der Fédération Internationale de Luge de Course, unterlag jedoch mit 13:29 Stimmen deutlich. Beim 66. Kongress des Weltverbandes (2018) wurde er in die Exekutive des Verbands gewählt. 2020 folgte die Wahl zum Nachfolger von Einars Fogelis auf den Posten des Generalsekretärs der Fédération Internationale de Luge de Course.
Bell studierte Science Degree in Commerce and Business Administration an der University of Alabama. Neben seinen Tätigkeiten als Sportfunktionär ist Bell als Immobilienunternehmer tätig. Er ist Gründer von Cannon Equities, Mitbegründer von AB Capital sowie Vorstandsmitglied der Commercial Real Estate Development Association.